# 郭建群
郭 建群（かく けんぐん、ウェード式：KUO Chien-Chun, 19xx年xx月xx日 - ）は、台湾のソフトテニス選手。

## 来歴
後壁高中-台北市立体育学院（現在は台北市立大学天母キャンパス）。2019世界選手権が初代表。

## 四大国際大会戦績
- 2024世界ソフトテニス選手権　ダブルス金メダル（余凱文・郭建群）国別対抗団体戦銅メダル
- 2019世界ソフトテニス選手権　ダブルス銅メダル（陳・郭建群）国別対抗団体戦銅メダル